# Raxifabia
Raxifabia is een geslacht van mosdiertjes uit de  familie van de Bifaxariidae en de orde Cheilostomatida

## Soorten
- Raxifabia gemella (Harmer, 1957)
- Raxifabia laevis (Busk, 1884)
- Raxifabia longicaulis (Harmer, 1957)
- Raxifabia minuta (Busk, 1884)
- Raxifabia oligopora Matsuyama, Jansen, Arbizu, Martha & Freiwald, 2014
- Raxifabia porosa Gordon, 1993
- Raxifabia rara Gordon, 1993
- Raxifabia tunicata Gordon, 1988
- Raxifabia vafra Gordon, 1988